# Conny Larsson
Conny Folke Eugen Larsson, född 30 april 1948 i Linköping, är en svensk meditationslärare och skådespelare. 

## Studier och skådespelarkarriär
Larsson studerade vid Statens scenskola i Malmö 1965–1968. Han blev fast anställd som skådespelare vid Malmö Stadsteater 1968. Bland de roller han blev känd nationellt för märks clownen Beppo. 1972 erhöll han Svenska institutets stipendium för utlandsstudier vid den ryska clownskolan i Moskva. 1975 spelade han rollen Billy Bibbit i Gökboet på Malmö stadsteater som också blev hans sista teaterframträdande.

## TM
1967–1978 var Larsson aktiv inom Maharishi Mahesh Yogi's meditationsrörelse, TM-rörelsen. Han utbildade sig till TM-lärare 1969 vid Maharishi Mahesh Yogis ashram Shankaracharya Nagar i Rishikesh i  Indien och till VKI-lärare 1970 (vetenskapen om den kreativa intelligensen) i Livigno i Italien. 1973 fungerade  han som Maharishis privatsekreterare. 
Parallellt med sitt arbete på Malmö Stadsteater reste han världen runt med Maharishi och lärde ut transcendental meditation fram till 1977. År 1978 besökte han den indiske gurun Sathya Sai Baba i Puttaparthi. Han absorberades under 21 år av gurun och hans organisation. På guruns direktiv startade Larsson Kärnans behandlingshem för kriminella och missbrukare. Han verkade där som föreståndare fram till 2004. Term-metoden att arbeta med uppfödning samt träning av travhästar blev ett verktyg och medel att förverkliga hemmets och guruns intentioner. Behandlingshemmet och dess program finansierades i sin helhet av stat, landsting och kommun samt den svenska kriminalvården. 1999 upptäckte Larsson att gurun var en aktiv pedofil och att Sai Babas organisation var uppbyggd runt detta. Då avbröt Larsson allt samarbete. 
Larsson lär idag ut vedisk mantrameditation i hela Europa och har framträtt i flera TV-program i Norden. I den danska dokumentären Seduced från 2004, producerad och regisserad av Öjvind Kyro, vittnade han om Sathya Sai Babas sexuella missbruk och övergrepp. Han har också blivit intervjuad av finsk TV och svensk TV om sin  bok Beatles Maharishi och jag.

## Palmemordet
2015 utkom Larsson med boken Nu ska jag upp och skjuta den jäveln! Olof Palme, där han framför sin teori om att mordet på Olof Palme utfördes av en av hans tidigare patienter.

## Filmografi
- 1969 – Den vilda jakten på likbilen
- 1972 – Klara Lust

## Teater

### Roller (ej komplett)
| År   | Roll         | Produktion                                                                     | Regi                | Teater            |
| ---- | ------------ | ------------------------------------------------------------------------------ | ------------------- | ----------------- |
| 1968 |              | Mutter Courage och hennes barn Bertolt Brecht                                  | Jan Lewin           | Malmö stadsteater |
| 1968 |              | Spektakel Staffan Westerberg                                                   | Karl Rune Johansson | Malmö stadsteater |
| 1968 |              | Scapins rackartyg Molière                                                      | Karl Rune Johansson | Malmö stadsteater |
| 1969 |              | Kalle Perssons första krig Max Lundgren                                        | Karl Rune Johansson | Malmö stadsteater |
| 1970 | Beppo        | Clownen Beppo Else Fisher                                                      | Richard Bark        | Malmö stadsteater |
| 1970 |              | Stålar Joe Orton                                                               | Bo G. Forsberg      | Malmö stadsteater |
| 1971 |              | Musikanterna kommer till stan Thorbjørn Egner                                  | Per Siwe            | Malmö stadsteater |
| 1971 |              | Alfredo, Bobo och jag Bo Bergstrand, Evert Lindberg, Bo Lööf och Gunnar Olsson | Per Siwe            | Malmö stadsteater |
| 1975 | Billy Bibbit | Gökboet Dale Wasserman                                                         | Lucian Giurchescu   | Malmö stadsteater |